# Labour Monthly
Labour Monthly, subtitulada «A Magazine of International Labour», fue una revista marxista publicada en el Reino Unido entre 1921 y 1981, fundada por Rajani Palme Dutt —quien también sería editor— y relacionada con el Partido Comunista de Gran Bretaña, aunque no un órgano oficial de este. Entre sus firmas contó con colaboradores comunistas y socialistas. Aparte de Dutt, también intervino en la publicación la periodista feminista y activista Zelda Curtis, entre otros.